# TV+
TV+, dříve známý jako UCV Televisión, je chilská bezplatná televizní stanice vlastněná Papežskou katolickou univerzitou ve Valparaísu. Začala vysílat 5. října 1957.